# Lockheed AC-130
Lockheed AC-130 je ameriška štirimotorna turbopropelerska leteča topnjača. Zasnovana je na podlagi trasnportnega C-130. Lockheed je bil odgovoren za izdelavo letala, Boeing pa za konverzijo v topnjačo. AC-130 je naslednik AC-47 Gunship I (predelan DC-3).
Obstaja več različic AC-130H Spectre, AC-130U Spooky, AC-130J Ghostrider in AC-130W Stinger II
Bojno se se uporabljale v Vietnamu, Iraku in Afganistanu.

## Specifikacije
Podatki iz USAF Fact Sheet
Splošne karakteristike
- Posadka: 13
- Dolžina: 97 ft 9 in (29,8 m)
- Razpon kril: 132 ft 7 in (40,4 m)
- Višina: 38 ft 6 in (11,7 m)
- Površina kril: 1745,5 ft² (162,2 m²)
- Naložena teža: 122400 lb (55520 kg)
- Maks. vzletna teža: 155000 lb (69750 kg)
- Pogon letala: 4 ×  turboprop Allison T56-A-15, 4910 shp (3700 kW)  vsak

 Zmogljivost 
- Maks. hitrost: 260 vozlov (300 mph, 480 km/h)
- Doseg: 2200 nm (2530 mi, 4070 km)
- Višina leta: 30000 ft (9100 m)

### Oborožitev
AC-130A Project Gunship II
- 4× 7,62 mm GAU-2/A
- 4× 20 mm M61 Vulcan Gatlingov top

AC-130A Surprise Package, Pave Pronto, AC-130E Pave Spectre
- 2× 7,62 mm GAU-2/A
- 2× 20 mm M61 Vulcan
- 2× 40 mm (1.58 in) L/60 Bofors

AC-130E Pave Aegis
- 2× 20 mm M61 Vulcan
- 1× 40 mm (1.58 in) L/60 Bofors
- 1× 105 mm (4.13 in) M102 havbica

AC-130H Spectre
(Pred letom 2000)
- 2× 20 mm M61 Vulcan
- 1× 40 mm (1.58 in)
- 1× 105 mm (4.13 in) M102 havbica

(Trenutno)
- 1× 40 mm (1.58 in) L/60 Bofors
- 1× 105 mm (4.13 in) M102 havbica

AC-130U Spooky II
- 1× General Dynamics 25 mm (0.984 in) GAU-12/U Equalizer
- 1× 40 mm (1.58 in) L/60 Bofors
- 1× 105 mm (4.13 in) M102 havbica